# Borový
Borový je národní přírodní památka asi 1,5 km severovýchodně od města Žulová v okrese Jeseník v Olomouckém kraji Chráněné území o rozloze 36,84 ha zaujímá celý Borový vrch (487,5 m n. m.) v Žulovské pahorkatině. Oblast spravuje regionální pracoviště Olomoucko AOPK ČR.

## Geologie a geomorfologie
Těleso Borového vrchu je tvořeno biotitickým granodioritem a světlou slezskou žulou. Exfoliační klenba (tzv. ostrovní hora, též bornhardt) se vytvořila v teplém či tropickém období třetihor. V chladném období čtvrtohor během zalednění Žulovské pahorkatiny pravděpodobně čněl vrchol Borového nad pleistocenním pevninským ledovcem jako tzv. nunatak.
Na Borovém vrchu, stejně jako na sousední Boží hoře, se vyskytují typické kontaktní minerály, jako je granát, vesuvianit či epidot.

## Předmět ochrany

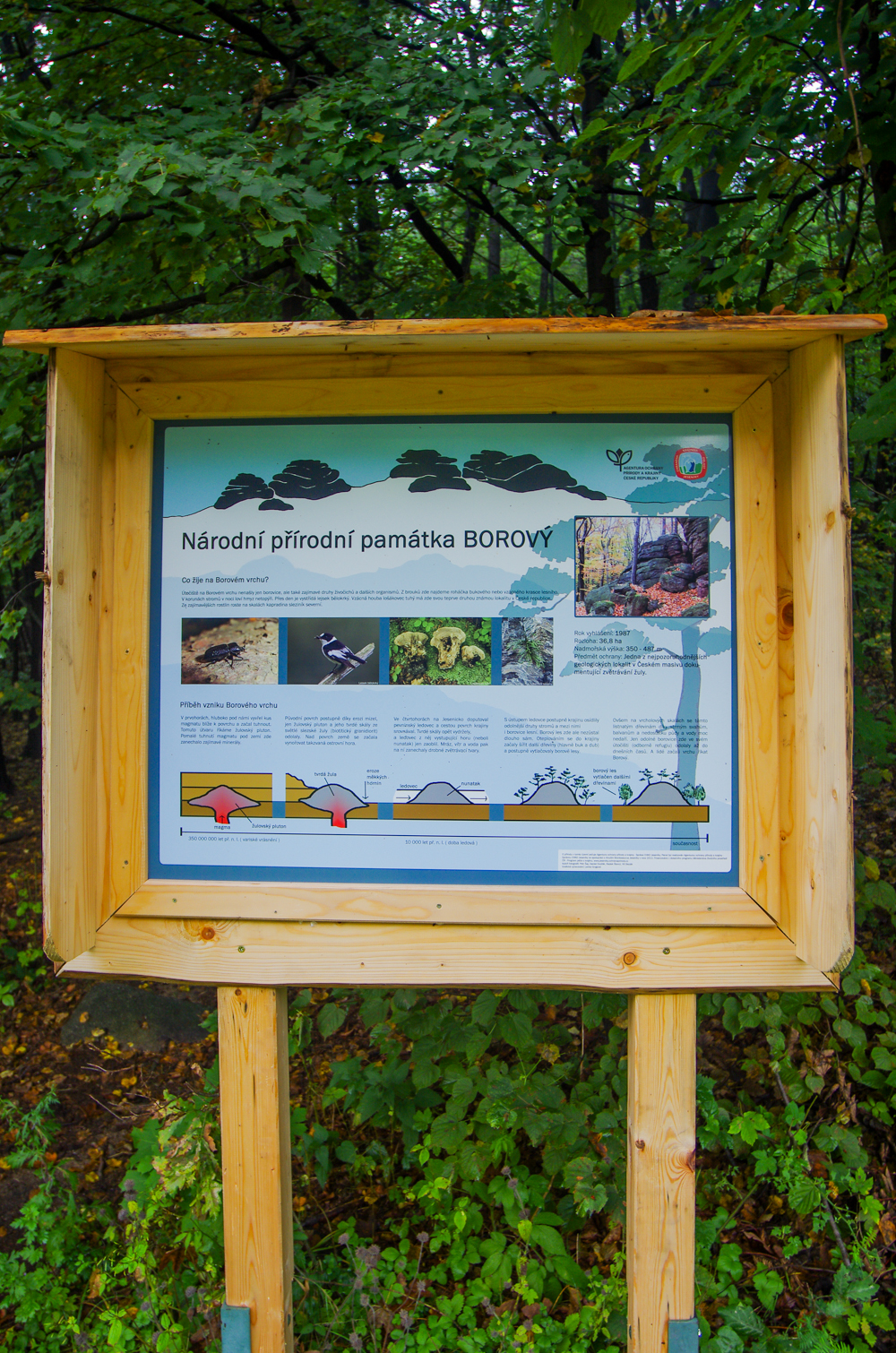
Informační tabule na vrchu Borový

Důvodem ochrany je jedna z nejpozoruhodnějších geomorfologických lokalit v Českém masivu, dokumentující zvětrávání žuly jak pokud jde o hrubé tvary, jako je například vysoká exfoliační klenba, tak i o drobné útvary zvětrávání.
Na vrcholu a svazích Borového se nachází soustava exfoliačních slupek s množstvím vyvinutých drobných tvarů zvětrávání žuly, jako jsou tafoni, voštiny, skalní výklenky, žlábkové škrapy, sedadla a skalní mísy s odtokovými žlábky, přičemž největší mísa má rozměry 112,5 x 78,5 x 93,5 cm.

## Ohrožení památky
Vhodnými lesnickými zásahy na přelomu 20. a 21. století se podařilo nahradit na Borovém vrchu část porostů jehličnanů, konkrétně smrkových monokultur, listnatými dřevinami, především buky. Přírodní památka je však ohrožována nevhodnými zásahy člověka. Skalní útvary jsou poškozovány neukázněnými návštěvníky - přesto, že na lokalitě je zakázáno tábořit, rozdělávat ohně a zlézat skály. Ve vrcholové části chráněného území byla dokonce zaznamenána nepovolená těžba kamene.